# علي لسود المرزوقي
علي لسود المرزوقي (1939 - 8 يوليو 2014)، هو شاعر تونسي. أصيل مدينة دوز، ومؤسس الشعر القومى التونسي. ابنه الشاعر أيوب لاسود المرزوقي.

## نشأته وحياته
هو علي بن محمد بن مسعود لسود المرزوقي، ولد عام 1939 م في مدينة دوز بولاية قبلى في الجنوب التونسي، قاس اليُتم مبكرا فعاش في كنف أعمامه بلقاسم المرزوقي وأخيه عمر. تعاطى الشعر منذ حداثة سنه، كانت بدايته عاطفية غير أن ظروف الحياة وقلة ذات اليد دفعته في شبابه إلى الغربة، فهاجر في السيتنيات إلى ألمانيا ومن ثم إلى هولندا فاحدثت هذه التجربة تحولا نوعيا لشعره. كتب قصائده في مختلف الأغراض، ولكن الهم القومي كان في مقدمة شواغله. كتب عن فلسطين ووقف بشعره مستنكرا لإتفاقية كامب ديفيد، فوجد في ليبيا صدى لصوته بعد تعرضه للمضايقة في تونس، وارتبط بعلاقة صداقة قوية مع الزعيم الليبي معمر القذافي. فلم يتنكر للقذافي بعد رحيله، فرثاه بشعره. وقف المرزوقي بصوته ضد ثورات الربيع العربي التى هجاها في قصيدته (لا تفكر في ربيع عربنا).

## من قصائده
- «لا تفكر في ربيع عربنا»
- «مخيم داوود» - (1978).
- «وين عَنْدّت ... عَنّدْ القلب معاها».
- «طيب وفقري».

## وفاته
غيب الموت الشاعر علي لسود المرزوقي يوم الثلاثاء 11 رمضان 1435 هـ الموافق 8 تموز / يوليو 2014م عن عمر يناهز 75 عاماً.
نعته الحركة الوطنية الشعبية الليبية في بيان جاء فيه «ننعي الشاعر العربي القومي الكبير علي الاسود المرزوقي الشاعر التونسي الذي عُرف عنه مواقفه الشجاعة والمشرفة اتجاه كافة القضايا العربية من العراق الى ليبيا وسوريا ومصر وغيرها من الاقطار العربية».